# 선녀부전나비
선녀부전나비(Artopoetes pryeri)는 부전나비과 선녀부전나비속의 나비이다. 보랏빛과 순백색이 어우러진 날개를 펄럭이며 날아다니는 모습이 마치 선녀같다고 해서 붙여진 이름이다.